# Magic Knight Rayearth (Sega Saturn)
Magic Knight Rayearth (魔法騎士レイアース, Majikku Naito Reiāsu) é um jogo eletrônico exclusivo para Sega Saturn inspirado na franquia de mangá e anime Guerreiras Mágicas de Rayearth do grupo CLAMP. Mistura um estilo ação e aventura com RPG. O jogo foca a primeira fase do animê e mangá.

## Jogabilidade
Para todo o jogo, o jogador controla um grupo de três personagens, embora durante as lutas só um personagem pode ser usado de cada vez, os outros ficam "inativos" e atrás do personagem escolhido. Os outros dois personagens também são imunes a ataques de inimigos enquanto eles estão "inativos", mas eles podem ser chamados de volta ao jogo pelo jogador a qualquer momento e podem substituir uns aos outros em fase de combate.
Ao contrário da maioria dos RPGs, as evoluções de personagem e magias são principalmente adquiridas num determinado ponto do jogo, ao invés de realizações independentes. (As exceções são o HP e o MP que são aumentados por encontrar itens especiais).
Enquanto no anime e no mangá as personagens têm espadas coordenadas com suas próprias cores (Hikaru-espada vermelha, Umi-espada azul e Fuu-espada verde), no jogo Fuu usa somente o arco e flecha e Umi um florete. Cada arma no jogo tem suas próprias vantagens e desvantagens. Por exemplo, o arco trabalha a longo alcance, mas requer objetivo preciso, enquanto a espada torna-se mais fácil acertar os inimigos, porém em curto alcance. Diferentemente da espada e do florete, o poder de ataque do arco não aumenta quando ele é carregado.

## Sinopse
O enredo geral é muito semelhante ao primeiro arco da história do mangá e anime,com Hikaru Shidou, Umi Ryuuzaki e Fuu Hououji são teleportadas da Torre de Tóquio  para Cefiro. Lá, o Guru Clef as informa que para voltar a Tóquio, elas devem se tornar Guerreiras Mágicas e salvar o atual pilar de Cefiro, a princesa Emeraude do seu raptor, o sumo sacerdote e antagonista Zagato.
Todos os personagens do primeiro arco do mangá estão presentes no jogo, também Innova, o personagem exclusivo do animê. No entanto, o jogo apresenta vários novos locais e personagens novos, expandindo consideravelmente o enredo geral.
O jogador também pode ler cada uma das "revistas" das Guerreiras Mágicas, que fornecem suas percepções individuais sobre os acontecimentos que ocorrem durante as fases do jogo.
Ao contrário do mangá e anime, todos asseclas de Zagato morrem durante todo o jogo, incluindo Ascot, Caldina e Rafarga.

## Desenvolvimento e lançamento
Mahō Kishi Reiāsu era um dos 12 jogos de Sega Saturn anunciados quando o sistema foi primeiramente revelado em junho de 1994 Tokyo Toy Show.
Tornou-se o último jogo de Saturn a ser lançado na América do Norte, principalmente devido à sua localização e internacionalização prolongada.